# パワーレンジャー・タイムフォース
『パワーレンジャー・タイムフォース』（Power Rangers Time Force）は、アメリカ合衆国のテレビドラマ。日本の特撮テレビドラマシリーズ「スーパー戦隊シリーズ」の英語版ローカライズ作品「パワーレンジャーシリーズ」の第9シーズンであり、第7作目である。本作は『未来戦隊タイムレンジャー』がベースとなっている。2001年2月3日から同年11月17日までフォックス放送内のFox Kidsで放送された。全40話。略称は「PRTF」、「タイムフォース」。

## ストーリー
西暦3000年。ミュータント犯罪者ランシックがパワーレンジャーによって逮捕されたが、仲間の助けで脱走し、刑務所を乗っ取って2001年にタイムスリップしてしまう。その過程でレッドタイムフォースレンジャー・アレックスは戦死。彼のモーファーを託されたピンクタイムフォースレンジャー・ジェンは仲間のブルータイムフォースレンジャー・ルーカス、イエロータイムフォースレンジャー ・ケイティ、グリーンタイムフォースレンジャー・トリップを連れて2001年にタイムスリップするが、レッドタイムフォースレンジャーのモーファーがDNAロックされているため、他のレンジャーも変身できない。
アレックスと瓜二つの若者ウェスが仲間に加わったことによりロックは解除され、パワーレンジャーとミュータント犯罪者たちの戦いが始まるが、彼らの行動は歴史の改変を招いていた。

## 概要
原作のストーリーをプロデューサーのジョナサン・ヅァクワーと坂本浩一が評価したことから、細かい設定やストーリーは原作とほぼ同じであるが、クォンタムレンジャーが死亡しないなど原作よりも悲劇的な要素は薄い。
原作同様のSF要素に加え、ファンタジー要素が盛り込まれている。
これまで新エピソードの放送が行われなかった6月から8月にも放送が行われ、ほぼ毎週新エピソードが放送された。
前作まで参加していた田﨑竜太が『仮面ライダーアギト』に参加するため、日本に帰国することになることになり、新しい日本人監督の参加も考えられたが見つからず、坂本浩一が田﨑の穴を埋めるために通常以上のローテーションでドラマパートの監督をこなすことになったという。
東映の鈴木武幸はビジネス面で不振となった原作と異なり、アメリカでの評判は良く、玩具の売り上げも高かったと述べている。
ハッピーエンドを原則とするアメリカにおいて、原作どおりに仲間が離れ離れになるラストにするなど、アメリカのタブーに挑戦した作品となった。
36話のエンディングでは2001年の9月3日に交通事故で他界したトリニー（初代イエローレンジャー）役を演じたサイ・トラングへの献辞が捧げられている。

## 登場人物

### パワーレンジャー・タイムフォース
レッドが財閥の御曹司で父親に反発して家出をしている、ブルーが元レーサーであるなど設定はほぼ原作と同じ。しかし、クォンタムレンジャーの設定は原作のタイムファイヤーと少し違っており、ピンクも原作では家族を殺害されている。イエローは性別が女性に変更されている。レンジャーたちはMr.コリンズが保有する時計塔を拠点に便利屋ニック・オブ・タイム・オッドジョブズを開業している。
ウェスリー"ウェス"・コリンズ/レッドタイムフォースレンジャー（タイムレッド）
現代人。タイムフォースレンジャーのサブリーダー。シルバーヒルズ一番の富豪の息子。ミュータントによる誘拐事件の際に身代金の支払いを父親に懇願するも拒否されたことがきっかけで家を飛び出し、他のレンジャーたちとともに時計塔で生活するようになる。本来は父の死後に彼の会社バイオラブを継ぐ運命にあり、アレックスが現れた後は歴史通りにバイオラブの社長代理に就任するが、危機に陥ったパワーレンジャーを助けたことでアレックスに認められ再びレッドレンジャーとなる。
戦いが終わった後は非営利組織となったシルバーガーディアンの代表に就任した。
ジェン/ピンクタイムフォースレンジャー（タイムピンク）
未来人。タイムフォースレンジャーのリーダー。過去に恋人のアレックスを殺されている。やがてウェスに惹かれていき、アレックスへの想いの間で揺れ動く。
ルーカス・ケンダル/ブルータイムフォースレンジャー（タイムブルー）
未来人。元レーサー。
ケイティ・ウォーカー/イエロータイムフォースレンジャー（タイムイエロー）
未来人。怪力の持ち主。
トリップ/グリーンタイムフォースレンジャー（タイムグリーン）
未来人。睡眠をほとんどとらない原作のシオンとは逆に睡眠時間が長めの特殊な体質。
エリック・マイヤーズ/クォンタムレンジャー（タイムファイヤー）
途中から加わった戦士。現代人。私設警備隊シルバーガーディアンの一員。ウェスとは大学時代に友人で、ライバルでもある。Qレックスの制御装置を手に入れたことでクォンタムレンジャーとなる。戦いが終わった後はウェスとともにシルバーガーディアンの共同代表者となる。
アレックス / レッドタイムフォースレンジャー（タイムレッド）
未来世界のレッドでジェンの婚約者。戦死するが、歴史が改変された影響で復活。ウェスからモーファーを取り上げ再びレッドになるが、後にウェスの実力を認め彼にモーファーを返し、未来へと帰還する。

### 協力者
サーキット（タック）
ミミズク型サポートロボット。時間移動の際パワーレンジャーたちが乗っていたタイムマシンに同乗していた。タイムフォースメガゾード発進の要請を含む未来への通信をすべて一手に受け持つ。
キャプテン・ローガン
ジェンたちの上官。未来世界から彼らを支援する。
カーター・グレイソン/LSRレッドレンジャー
チャド・リー/LSRブルーレンジャー
ジョエル・ローリングス/LSRグリーンレンジャー
ケルシー・ウィンズロウ/LSRイエローレンジャー
デイナ・ミッチェル/LSRピンクレンジャー
ライアン・ミッチェル/タイタニアムレンジャー
前作のパワーレンジャー。

### 一般人
Mr.A・コリンズ
ウェスの父親でバイオラブという会社を経営する街一番の富豪。ミュータント対策のため、警備会社シルバーガーディアンを設立する。後に息子がレッドレンジャーであることを知る。会社をランシックに襲撃された際に瀕死の重傷を負う。歴史上ではこれが原因で死ぬ運命にあったが、ウェスを認めたアレックスにより命を救われる。本来は原作の浅見渡にあたる人物。
ルイス・フェリックス医師
未来世界の医者。善意からランシックのために血清を作るが、彼によって殺害された。

### 敵
ランシック
人類を憎む未来世界の犯罪者。最初のミュータントとされ、生きるためには特殊な血清が必要。アレックスたちの活躍で逮捕されたがナディラとフラックスの手により脱走し、未来から現代にタイムスリップしてくる。肉体から武器を取り出す能力を持っている。
パワーレンジャー・ワイルドフォースでは、彼の特殊能力は逃亡中に出会った3体のオルグに与えられたものであったことが判明する。
- 玩具 - プレイセットの同梱品。

ナディラ（リラ）
ランシックの娘。ビームガンとバリアを発生させるマントが武器。衣装は原作のリラの衣装よりも露出度が高い。
フラックス（ギエン）
科学者ロボットで、モンスターや囚人を巨大化させる機能を持つ。その正体はルイス・フェリックス医師であり、ランシックへの復讐の機会を狙っていた。
グルート（ドン・ドルネロ）
コメディリリーフ。ランシックが脱走した際にその場にいたことから彼の部下となる。ナディラに片思いしている。終盤でフラックスが暴れる中、悪化する事態から逃れるように自らを冷凍圧縮する。
ミュータント（ロンダー囚人）
30世紀の人間工場の事故などにより生まれた変異体たち。DNAが大気に露出すると巨大化するため、それを防止するパッチを装備している。
サイクロボット（ゼニット）
フラックスが作ったロボット戦闘員。
バイプラ
前作に登場した女性指揮官。ランシックと手を組み、スーパーデーモンの封印を解く。
デーモン・ウォーリアー
バイプラ配下の戦闘員。

## メカニック
タイムフォースメガゾード・モードレッド（タイムロボα）
タイムフォースメガゾード・モードブルー（タイムロボβ）
タイムフォースメガゾード・ジェットモード（タイムジェットγ）
タイムジェット（タイムフライヤー）
タイムジェット・ブラスターモード（フライヤーマグナム）
タイムフライヤー1（タイムジェット1）
タイムフライヤー2（タイムジェット2）
タイムフライヤー3（タイムジェット3）
タイムフライヤー4（タイムジェット4）
タイムフライヤー5（タイムジェット5）
シャドウウインガー（タイムシャドウステルスモード）
タイムシャドウメガゾード（タイムシャドウバトルモード）
トランスワープメガゾード（プロバイダス）
クォンタソーラス・レックス・ダイナソーモード（ブイレックス）
略称はQレックス。時間移動実験中に行方不明になったゾード。恐竜の化石の発掘現場から制御装置が発掘され、1億5000万年前にタイムスリップしたことが判明。タイムスリップしたコマンドコンに奪われるが、エリックが制御に成功したことにより彼の戦力となる。
クォンタソーラス・レックス・メガゾードモード（ブイレックスロボ）
タイムシャドウフォースメガゾード・モードレッド（タイムロボシャドウアルファ）
タイムシャドウフォースメガゾード・モードブルー（タイムロボシャドウベータ）
ベクターサイクル
本作品オリジナルの専用バイク。
ドラゴントロン（Gゾード）
マグザグス（メカ・クライシス）
ドゥームトロン（ネオ・クライシス）

## タイムフォースの装備
クロノモーファー（クロノチェンジャー）
原点とほぼ同じ名称。初期メンバー5人の変身ブレス。原典と異なり、服を脱がずに変身する。
タイムフォースバッチ（タイムエンブレム）
初期メンバー5人のバッチ。
クロノセイバー（ダブルベクター）
初期メンバー5人の武器。
エレクトロブースター（アサルトベクター）
クロノセイバーを合体した光線銃。
タイムフォースメガゾードセイバー（時空剣）
メガゾードの武器。
ベクターウェポン
タイムフォースレンジャーの専用武器。
V1（ボルブラスター）
レッドタイムフォースレンジャーの専用武器。
V5（ボルスナイパー）
ピンクタイムフォースレンジャーの専用武器。
V2（ボルランチャー）
ブルータイムフォースレンジャーの専用武器。
V4（ボルバルカン）
イエロータイムフォースレンジャーの専用武器。
V3（ボルパルサー）
グリーンタイムフォースレンジャーの専用武器。
ボルテックブラスター（ボルテックバズーカ）
ベクターウェポンを合体させたキャノン砲。
ビジュアルスキャナー
タイムフォースの装備。通常はイヤーピース型だが、使用する際にはサングラス型に変化する。DNAをスキャンする際に使用された。
クォンタムモーファー（Vコマンダー）
クォンタムレンジャーのコントローラー型の変身ブレス。
クォンタムディフェンダー（DVディフェンダー）
クォンタムレンジャーの武器。
クロノブラスター
タイムフォースレンジャーの光線銃。
原典には登場しないアイテム。
レッド・バトル・ウォーリア
白騎士の戦いの炎によってレッドレンジャーがパワーアップした形態。バトル・ウォーリア・セイバーという剣が武器。
- これまでのバトライザーの造形物はアメリカで制作されていたが、本作以降は日本のレインボー造型企画が制作している。日本製に切り替えた理由として坂本浩一は「現地製の装備は強度に問題があった」と述べている。東映はアメリカで装備を作ると安全性や装着性を優先してデザインが二の次になってしまうという点に難色を示しており、それを解消することにも繋がった。

メガバトルアーマー
Qレックスの内部に隠されていたアーマー。未来世界のアレックスによってエリックに存在が知らされた。単体で巨大化したミュータントを圧縮冷凍することが可能。

## キャスト

### レギュラー・準レギュラー
- ウェスリー・コリンズ/レッドタイムフォースレンジャー、アレックス - ジェイソン・ファウント
- ジェン・スコッツ/ピンクタイムフォースレンジャー- アイルランド・カーヒル
- ルーカス・ケンダル/ブルータイムフォースレンジャー - マイケル・コポン
- ケイティ・ウォーカー/イエロータイムフォースレンジャー - デボラ・エステル・フィリップス
- トリップ/グリーンタイムフォースレンジャー - ケビン・クラインバーグ
- エリック・マイヤーズ/クォンタムレンジャー - ダニエル・サウスワース
- サーキットの声 - ブライアン・シッダール
- Mr.A・コリンズ - エドワード・アルバート
- キャプテン・ローガン - ロイ・ヴェルナー
- マイケル・ザスケン医師 - ケン・メルクス
- ランシック - ヴァーノン・ウェルズ
- ナディラ：ケイト・シェルドン
- グルートの声 - ニール・キャプラン
- フラックスの声 - エディ・フライアーソン

### ゲスト出演者
- ナレーター(1) - デイヴィッド・ステンストローム
- 裁判官(1) - リック・マンシーニ
- 運転手1(1) - マイケル・バルー
- 運転手2(1) - 旅行ガイド(25)：ルーベン・ラングダン
- 警官(1) - タダシ・コンドウ
- ナレーター(2) - ニール・キャプラン
- フィリップス(2) - ダグラス・フィッシャー
- 護衛(2) - エディ・ペレス
- セールスマン(2) - ジェリー・コキッチ
- シェフ(2) - フィリップ・ペルジェロン
- アイヴァン(4) - ジョー・メダリス
- アンカーマン(4) - ジョナサン・リヒター
- 出前の少年(4) - ベイン・ドナルド
- Mr. ピケッツ(5) - デイヴィッド・ピリス
- フランキー(6) - ダニー・ターナー
- リポーター(6) - グレイ・デュビン
- ウォルター・ブラウン(8) - ジョーダン・ベルフィ
- グウェン(8) - レイシー・ビーマン
- デレク(8) - デヴィッド・ブレイン
- コンピュータの声（10・11、39） - レベッカ・フォースダット
- ミッチ(23) - ザック・ボストロム
- 監督(24) - ハーヴェイ・シャイン
- 助監督(24) - ニック・ゴメス
- フランキー・チャン（24・25） - 横山和博
- 映画の王女（24・25） - 二城永子
- 老導師（24・25） - タク・クボタ
- Dr.ルイス・フィッシャー（27・38） - ジェフ・グリッグス
- ジミー(27) - クリストファー・グレン
- テーラー(28 - 30) - ニコラス・ゲスト
- ガーディアン・ミラー(28) - ミッチ・グールド
- テレサ(31) - テレサ・サンニコラス
- 白騎士(32) - ジャスティン・N・トンプソン /声 - オリヴァー・ページ
- カーター・グレイソン(33) - ショーン・Cw・ジョンソン
- チャド・リー(33) - マイケル・チャトゥランタバット
- ジョエル・ローリングス(33) - キース・ロビンソン
- ケルシー・ウィンズロウ(33) - サーシャ・ウィリアムズ
- ディナ・ミッチェル(33) - アリソン・マッキニス
- ライアン・ミッチェル(33) - レット・フィッチャー
- アンジェラ・フェアウェザー＝ローリングス(33)、メインフレームコンピュータの声(36)、タイムマシンコンピュータの声(38) - モニカ・ルーレンス
- バイプラ(33) - ジェニファー・L・イェン

### スーツアクター・スタント
- レッドタイムフォースレンジャー（変身前スタントも担当）[13]、クォンタムレンジャー -  前田浩
- レッドタイムフォースレンジャー[14]、クォンタムレンジャー[15]、ウェス・コリンズ（変身前スタント）[16] - 南博男
- レッドタイムフォースレンジャー[17] - ヒロ・コーダ
- レッドタイムフォースレンジャー[18][19]、ブルータイムフォースレンジャー[20] 、レッドライトスピードレンジャー[18][21]- 本間崇寛
- ピンクタイムフォースレンジャー[22] 、イエロータイムフォースレンジャー[23]、グリーンタイムフォースレンジャー[24]、グリーンライトスピードレンジャー[25]、ピンクライトスピードレンジャー[25] - 秋山智彦
- ピンクタイムフォースレンジャー[要出典] - ショーナ・ダギンス
- ピンクタイムフォースレンジャー[26] - ローラ・リー・コネリー(バイクスタント)
- ブルータイムフォースレンジャー[27]、ランシック（スタントダブル）[19][27]、スティーリックス [28]- 荒川真
- ブルータイムフォースレンジャー[29]- ミッチ・グールド
- ブルータイムフォースレンジャー[30]- スペンサー・サノ
- イエロータイムフォースレンジャー[31][32][29]、サイクロボット[33][34]、ウェス・コリンズ（変身前スタント） - 中村忠弘
- グリーンタイムフォースレンジャー[5][35]、ピンクタイムフォースレンジャー[35] - 横山和博
- グリーンタイムフォースレンジャー[36][30]、ブルータイムフォースレンジャー[30]、グリーンライトスピードレンジャー[27] - 飯塚吉夫
- グリーンタイムフォースレンジャー[要出典] - デヴィッド・リー・ブラウン
- グリーンタイムフォースレンジャー[37][29] - ダニー・ウェイン・スタルカップ
- グリーンタイムフォースレンジャー[38] -ロベルト・グティエレス
- ブルーライトスピードレンジャー[38]、サイクロボット -ルーベン・ラングダン
- グルート[39]、ファットキャットフィッシュ[40]、サイクロボット - ルーク・ラフォンティーヌ
- フラックス[41] - T.J.ロトロ
- ナディラのスタントダブル[42] - ニコール・ランドール
- その他 - 川澄朋章他

## スタッフ
- 製作総指揮 - ハイム・サバン、シュキ・レヴィ
- プロデューサー - ジョナサン・ヅァクワー
- 共同プロデューサー - ジャド・リン、坂本浩一、スコット・ページ＝パグター、ポール・F・ローゼンタール
- ストーリーエディター - ジャド・リン、ジャッキー・マーチャンド（補佐）
- 音楽 - シュキ・レヴィ、クッサ・マーチ、リオ・ロズナー、ジェレミー・スウィート、グレン・スコット・レーシー
- 撮影監督 - イアン・ローゼンバーグ
- セカンドユニット監督 - 野口彰宏
- セカンドユニット撮影監督 - ショーン・マクリーン
- アクション・コレオグラファー/スタントコーディネーター - 坂本浩一、横山誠、野口彰宏
- 編集 - ロナルド・ラビーン、リチャード・ブラッケン
- ADRディレクター - スコット・ページ＝パグター、デヴィッド・ウォルシュ
- プロダクション・デザイナー - ジュリー・ボルダー
- キャスティング - アリス・ハンプトン
- 製作責任者 - エリック・S・ロールマン
- 原作 - 八手三郎
- 制作 - ルネサンス・アトランティック・エンターテイメント、東映、 MMPRプロダクションズ
- 配給 - サバン・エンターテイメント、サバン・インターナショナル、Fox Kids

## 各話リスト
| 話数 | サブタイトル                  | 登場ミュータント | 監督                         | 脚本                                  | 放送日        |
| ---- | ----------------------------- | --- | ---------------------------- | ------------------------------------- | ------------- |
| 1    | Force From The Future Part I  | モコン（フラン） （声 - マイケル・ソリッチ）                                                                            | 坂本浩一                     | ジャド・リン ジャッキー・マーチャンド | 2001年 2月3日 |
| 2    | Force From The Future Part II | ― | 坂本浩一                     | ジャド・リン ジャッキー・マーチャンド | 2月10日       |
| 3    | Something To Fight For        | ジェターナ（ジェッカー） （声 - デレク・スティーヴン・プリンス）                                                        | 坂本浩一                     | ジャド・リン ジャッキー・マーチャンド | 2月17日       |
| 4    | Ransik Lives                  | フィアログ（ナバル） （声 - デイヴィッド・ステンストローム） サムハイブ（ハイドリッド）                                 | 林海象                       | ジャド・リン ジャッキー・マーチャンド | 2月24日       |
| 5    | A Blue Streak                 | マンタモビル（キース） （声 - リチャード・ホーヴィッツ）                                                                | 林海象                       | ジャド・リン ジャッキー・マーチャンド | 3月3日        |
| 6    | A Parting Of The Ways         | モコン （声 - マイケル・ソリッチ） テンタクロウ（ベリト） （声 - エズラ・ワイズ）                                       | ワース・キーター             | ジャド・リン ジャッキー・マーチャンド | 3月10日       |
| 7    | Short Circuited               | ラビットコン（ゲーマルク） メディコン（ドク） （声 - ダン・ウォーレン）                                                 | ワース・キーター             | ジャド・リン ジャッキー・マーチャンド | 3月17日       |
| 8    | Jen's Revenge                 | ファット・キャットフィッシュ（マッドブラスト） （声 - トム・ワイナー）                                                  | 坂本浩一                     | ジャド・リン                          | 3月24日       |
| 9    | The Time Shadow               | イズオート（サンドーラ） （声 - デイヴィッド・ロッジ） トロニコン（ノヴァ） （声 - キム・ストラウス）                   | 坂本浩一                     | ジャド・リン                          | 3月31日       |
| 10   | Future Unknown                | トロニコン ヴェクシコン（ブラスター・マドウ） （声 - リチャード・エプカー）                                             | ジャド・リン                 | ジャド・リン ジャッキー・マーチャンド | 4月7日        |
| 11   | Uniquely Trip                 | レッドアイ（ルージュ） （声 - ウェンディー・リー） エレクトロピート（ウーゴ） （声 - スティーブ・クレイマー）           | アイザック・フロレンティーン | ジャド・リン ジャッキー・マーチャンド | 4月14日       |
| 12   | Worlds Apart                  | ユニヴェルト（ジャグル） （声 - ボブ・パーペンブルック）                                                                | アイザック・フロレンティーン | ジャド・リン ジャッキー・マーチャンド | 4月21日       |
| 13   | The Quantum Quest             | ブリックネック（ハマー） （声 - マイケル・ソリッチ）                                                                    | 坂本浩一                     | ジャド・リン ジャッキー・マーチャンド | 4月28日       |
| 14   | Clash For Control, Part I     | コマンドコン（マスターハンター） （声 - デイヴ・マロウ）                                                                | 坂本浩一                     | ジャド・リン ジャッキー・マーチャンド | 5月5日        |
| 15   | Clash For Control, Part II    | コマンドコン（マスターハンター） （声 - デイヴ・マロウ）                                                                | アイザック・フロレンティーン | ジャド・リン ジャッキー・マーチャンド | 5月12日       |
| 16   | Bodyguard In Blue             | クロスロックス（ドゴール） （声 - トニー・オリバー）                                                                    | 坂本浩一                     | ジャド・リン ジャッキー・マーチャンド | 5月19日       |
| 17   | The Legend Of The Clock Tower | ポリス・ミュータント（アーノルドK）                                                                                     | 細谷ヨシフミ                 | ジャド・リン                          | 5月19日       |
| 18   | Trust And Triumph             | タートルコン（ゲンプ） （声 - スティーブ・マッゴワン） 悪のパワーレンジャー                                             | 坂本浩一                     | ジャド・リン ジャッキー・マーチャンド | 6月2日        |
| 19   | Trip Takes A Stand            | ノタコン（D.D.ラデス） （声 - バーバラ・グッドソン）                                                                    | アイザック・フロレンティーン | ジャド・リン ジャッキー・マーチャンド | 6月9日        |
| 20   | Quantum Secrets               | コンウィッグ（メイデン） （声 - ショーン・Cw・ジョンソン）                                                              | 横山誠                       | ジャド・リン ジャッキー・マーチャンド | 6月16日       |
| 21   | The Last Race                 | ダッシュ（バロン） （声・人間体 - ライリー・シュミット）                                                                | アイザック・フロレンティーン | ジャド・リン ジャッキー・マーチャンド | 6月23日       |
| 22   | Love Struck Rangers           | コンテンプトラ（バーベラ） （声 - バレリー・ヴァーノン）                                                                | ワース・キーター             | ジャド・リン ジャッキー・マーチャンド | 7月7日        |
| 23   | Full Exposure                 | アイアンスパイク（オーグ） アーティルコン（ナボコフ） （声 - ボブ・パーペンブルック）                                   | ワース・キーター             | ジャド・リン ジャッキー・マーチャンド | 7月14日       |
| 24   | Movie Madness, Part I         | シネコン（グロカン） （声 - テレンス・ストーン）                                                                        | 坂本浩一                     | ジャド・リン ジャッキー・マーチャンド | 7月21日       |
| 25   | Movie Madness, Part II        | シネコン（グロカン） （声 - テレンス・ストーン）                                                                        | 坂本浩一                     | ジャド・リン ジャッキー・マーチャンド | 7月28日       |
| 26   | Time Force Traitor            | スティーリックス（アベル） （声 - JW・マイヤーズ）                                                                      | 坂本浩一                     | ジャド・リン ジャッキー・マーチャンド | 8月4日        |
| 27   | "Frax's Fury                  | ヴェノマーク（エンボス） （声 - キム・ストラウス）                                                                      | 坂本浩一                     | ジャド・リン ジャッキー・マーチャンド | 8月11日       |
| 28   | Dawn Of Destiny               | セーブラックス（ボーグ） （声 -ポール・シュリアー） ドラゴントロン                                                      | ワース・キーター             | ジャド・リン ジャッキー・マーチャンド | 8月18日       |
| 29   | Fight The Fate                | ドラゴントロン | ワース・キーター             | ジャド・リン ジャッキー・マーチャンド | 8月25日       |
| 30   | Destiny Defeated              | ドラゴントロン | ワース・キーター             | ジャド・リン ジャッキー・マーチャンド | 9月8日        |
| 31   | Undercover Rangers            | 怪しい男 / メカナウ（ストラウス） （演 - ロバート・アクセルロッド / 声 - マイク・レイノルズ）                           | 坂本浩一                     | ジャド・リン ジャッキー・マーチャンド | 9月15日       |
| 32   | Beware The Knight             | 黒騎士（演 - ケリー・J・ベリー / 声 - デイヴ・マロウ）                                                                  | 坂本浩一                     | ジャド・リン ジャッキー・マーチャンド | 9月22日       |
| 33   | Time For Lightspeed           | バイプラ クァーガノン（ボリピエール） （声 - ロン・ロッジェ） デーモン・ウォーリアー（声 - レイ＝フィリップ・サントス） | 坂本浩一                     | ジャド・リン ジャッキー・マーチャンド | 9月29日       |
| 34   | Reflections Of Evil           | ミラコン（ユーゲント） （声 - フィル・プロクター） 幻ミュータント軍団                                                   | ジョナサン・ヅァクワー       | ジャド・リン ジャッキー・マーチャンド | 10月6日       |
| 35   | Nadira's Dream Date           | カメリコン（ドーパ） （声 - ケリガン・メイハン）                                                                        | ワース・キーター             | ジャド・リン ジャッキー・マーチャンド | 10月13日      |
| 36   | Circuit Unsure                | サーピコン（ゲート） （声 - マーク・A・リチャードソン）                                                                 | ワース・キーター             | ジャド・リン ジャッキー・マーチャンド | 10月20日      |
| 37   | A Calm Before The Storm       | マグザクス | ワース・キーター             | ジャド・リン ジャッキー・マーチャンド | 10月27日      |
| 38   | End Of Time, Part I           | ドゥームトロン | 坂本浩一                     | ジャド・リン ジャッキー・マーチャンド | 11月3日       |
| 39   | End Of Time, Part II          | ドゥームトロン | 坂本浩一                     | ジャド・リン ジャッキー・マーチャンド | 11月10日      |
| 40   | End Of Time, Part III         | ドゥームトロン | 坂本浩一                     | ジャド・リン ジャッキー・マーチャンド | 11月17日      |

## ノミネート歴
- 2002年デイタイム・エミー賞サウンドミキシング賞候補：チャック・ブッシュ（サウンドミキサー）、エドワード・F・スキ（リレコミキサー）[44]

## ゲーム
Power Rangers Time Force
PC版（2001年1月1日発売。開発はKnowWonder Digital Mediaworks）、ゲームボーイカラー版（2001年4月発売。開発はナツメ）、PlayStation版（2001年夏発売。開発はTHQ）、ゲームボーイアドバンス版（2001年12月20日発売。開発はVicarious Visions）の4種類がTHQから発売された。GBA版は2005年3月30日にPower Rangers Dual Packとして『Power Rangers Ninja Storm』とセットにされた商品が販売された。